# Serranidae

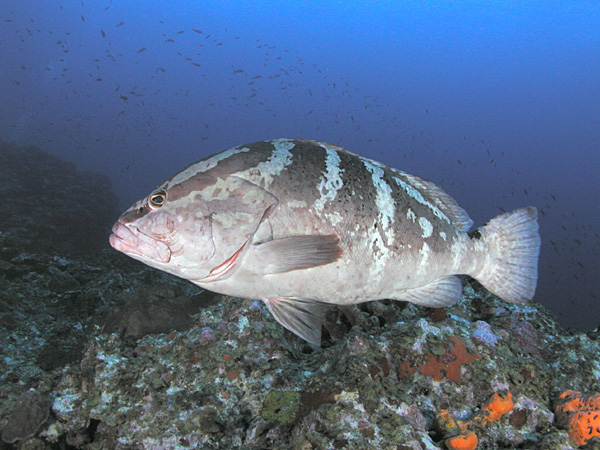
Epinephelus striatus

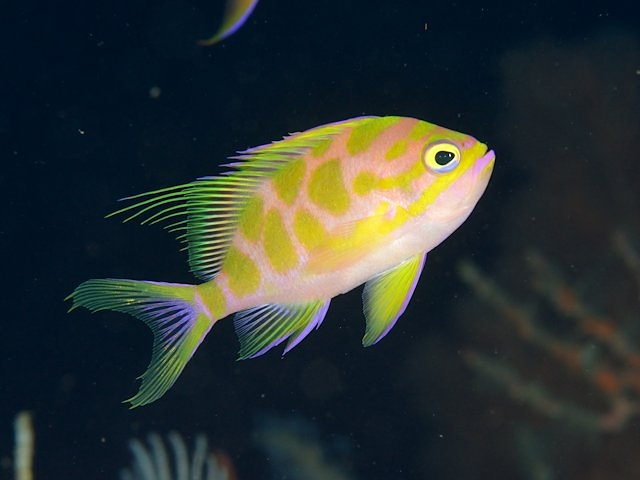
Odontanthias borbonius

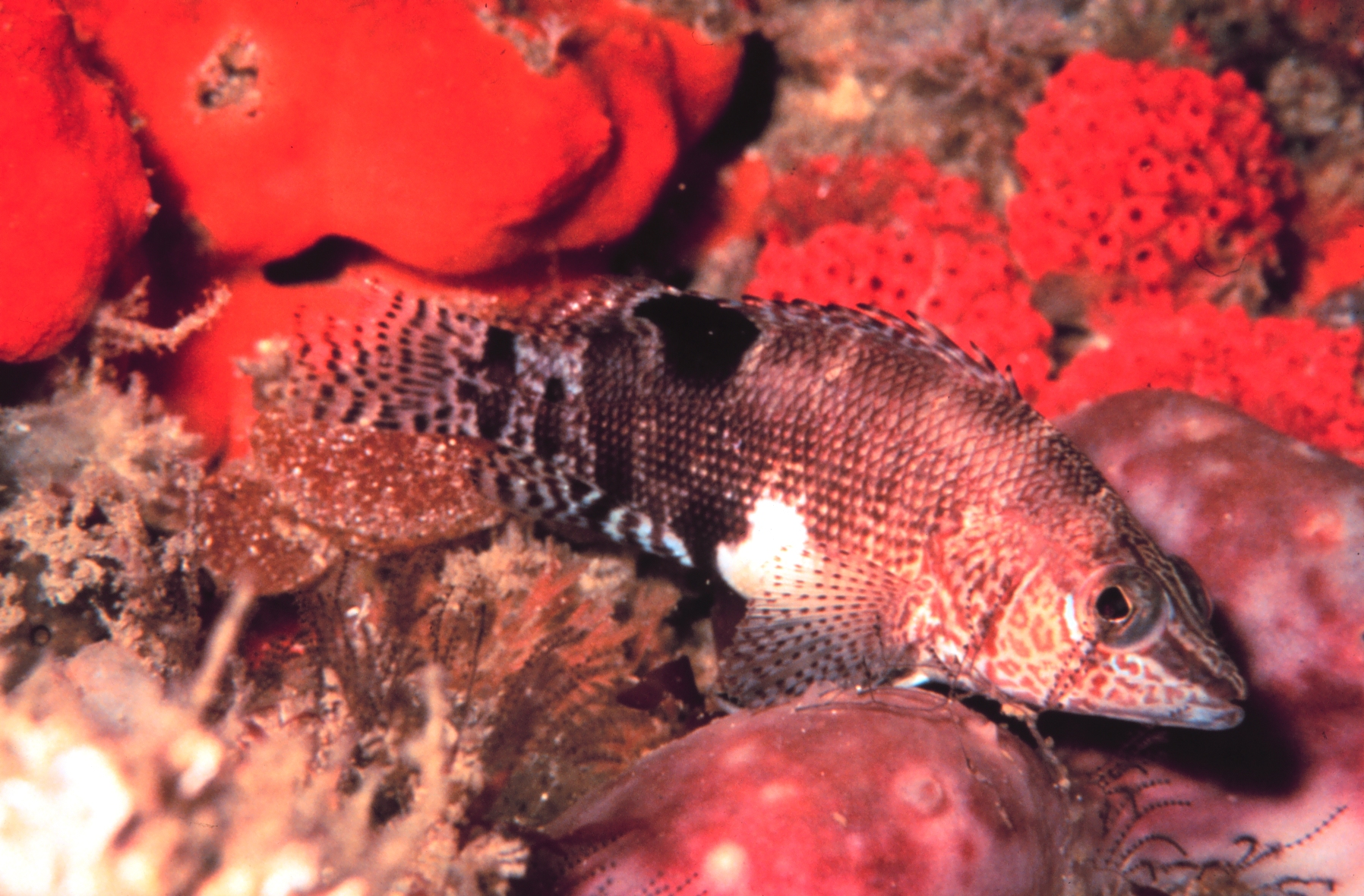
Serranus subligarius

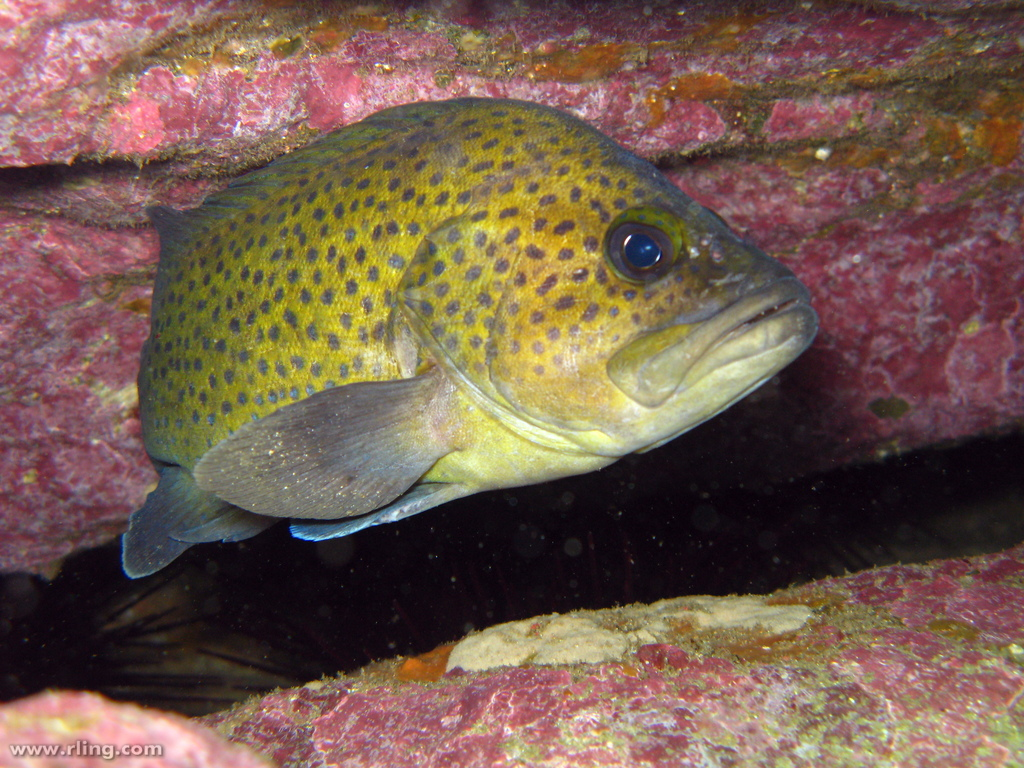
Acanthistius ocellatus

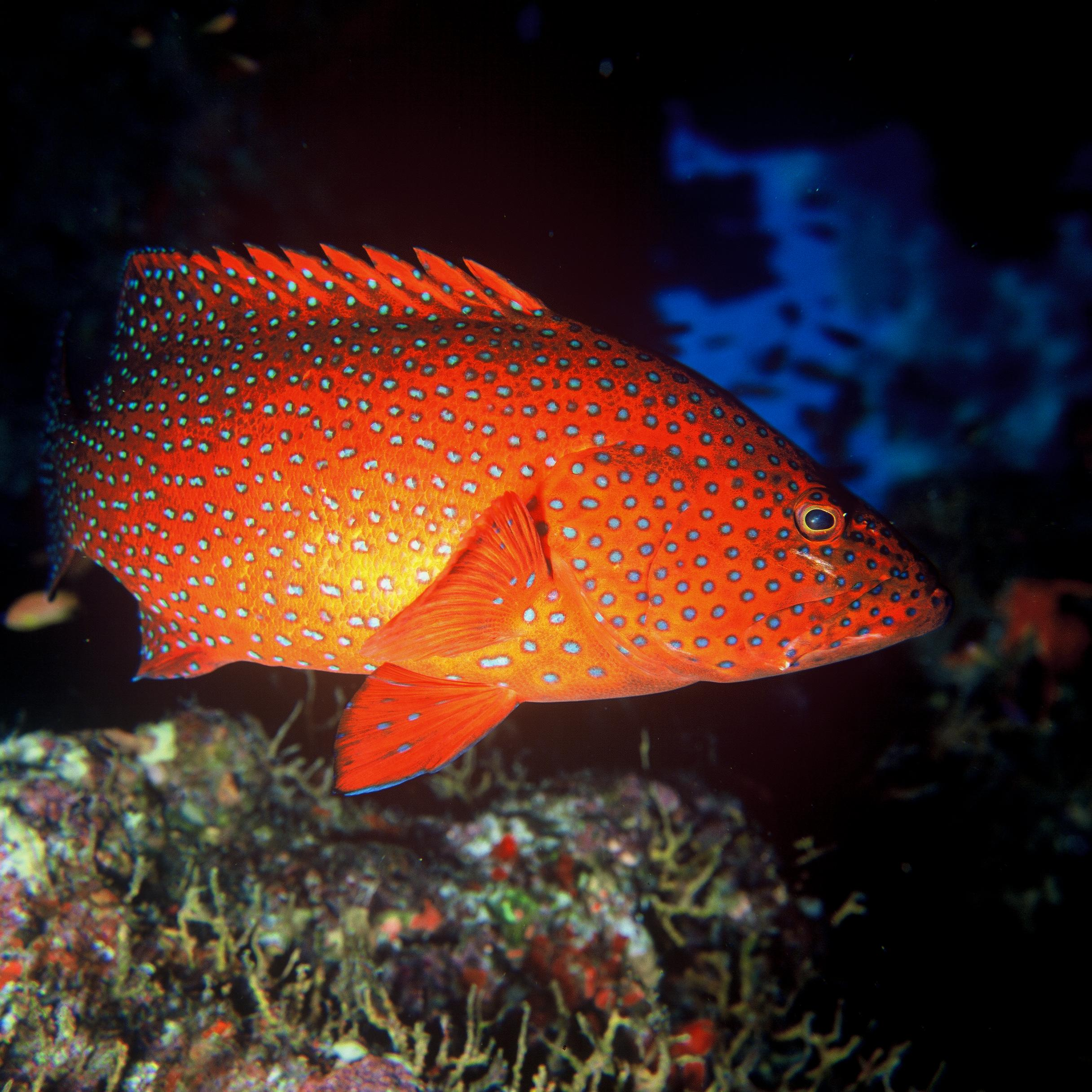
Cephalopholis miniata

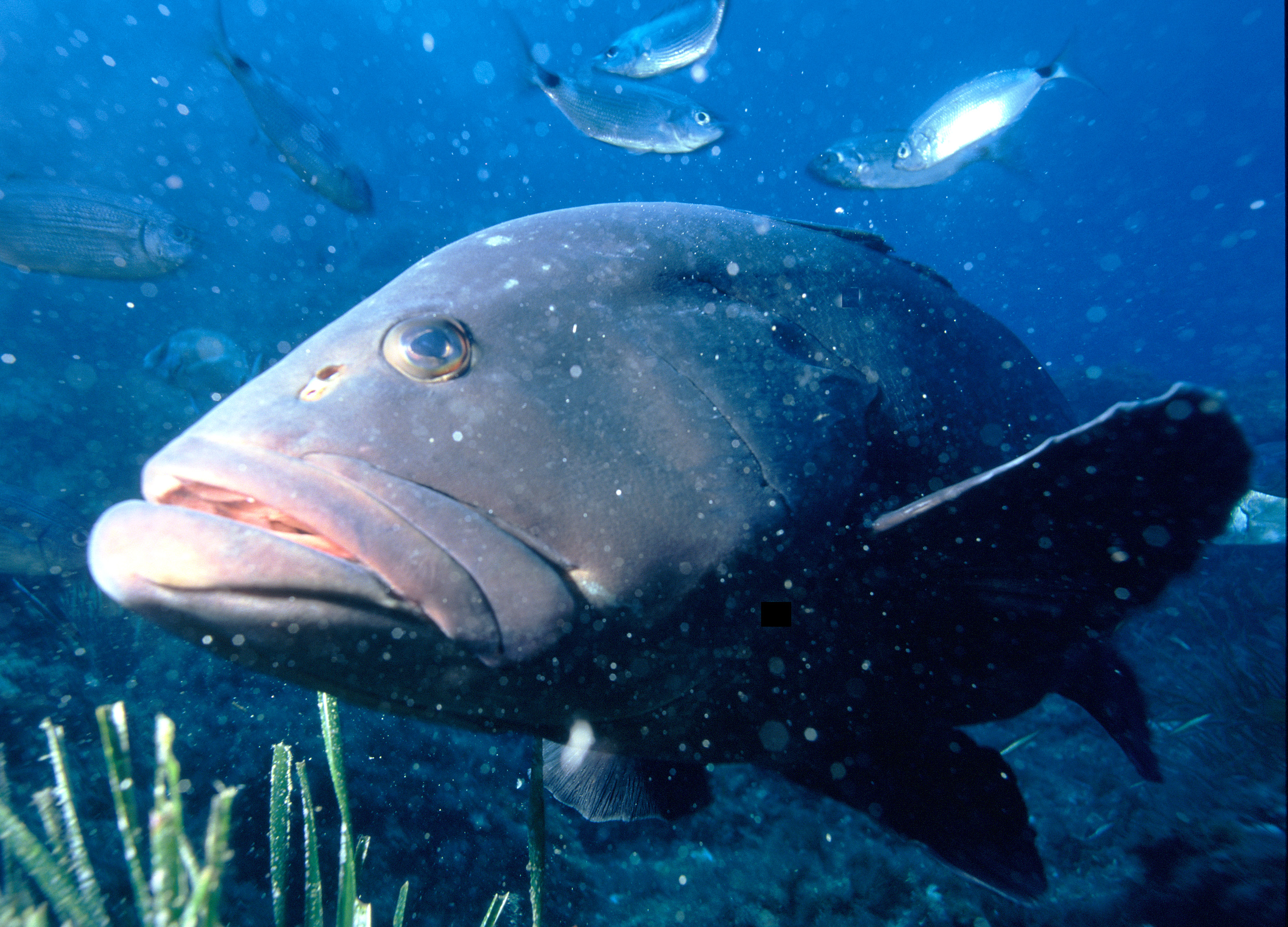
Epinephelus marginatus

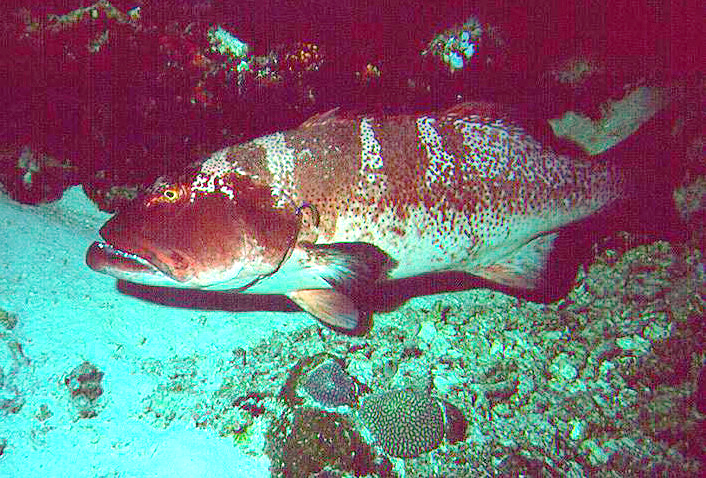
Cephalopholis leopardus

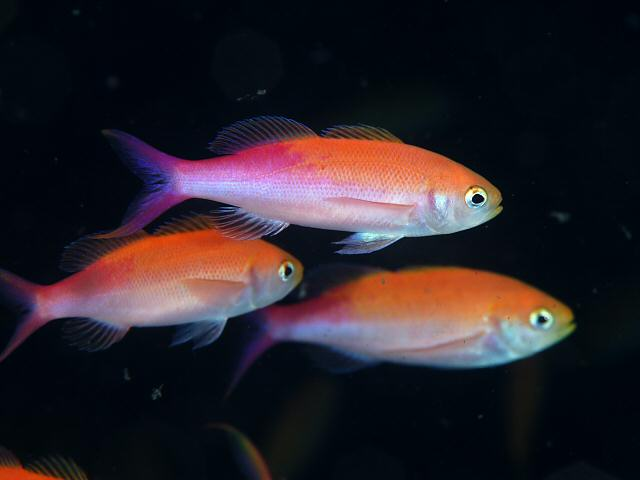
Luzonichthys waitei

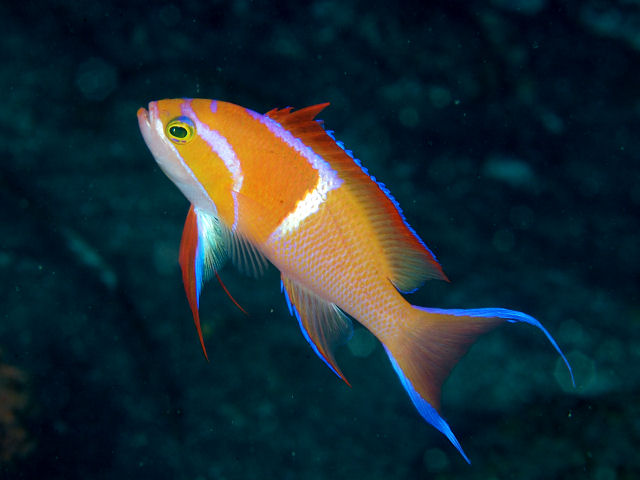
Pseudanthias leucozonus

Los serránidos (Serranidae) es una familia de peces marinos incluida en el orden Perciformes. Gastronómicamente, algunos miembros de esta familia son considerados de extraordinaria calidad. Muchas especies de serránidos son de colores brillantes, muchos son capturados comercialmente para la alimentación. Normalmente se encuentran en arrecifes de aguas tropicales y subtropicales a lo largo de las costas. Viven preferentemente junto a la orilla, donde se pescan con anzuelo o con arpón.

## Morfología
Los serránidos tienen el cuerpo ligeramente alargado. Suelen tener una única aleta dorsal y una aleta caudal redondeada, con un pedúnculo de la aleta caudal muy grueso. La piel posee escamas ctenoides y tienen espinas en el subopérculo. Son en general peces de forma robusta, con las bocas grandes y pequeñas espinas en las cubiertas de las agallas. Comúnmente tienen varias filas de dientes afilados, usualmente con un par dientes caninos muy grandes que sobresalen de la mandíbula inferior. Probablemente sus coloraciones brillantes funcionen como un camuflaje de coloración disruptiva al igual que las rayas de un tigre.

## Generalidades
Los Serránidos (Pisces: Perciformes: Serranidae) conforman una familia cosmopolita de peces carnívoros marinos, que habitan en aguas tropicales, subtropicales y templadas. Conocidos como meros, cabrillas, serranos, chernas, garropas y baquetas, son especies que se distribuyen en hábitats costeros e insulares y constituyen uno de los mayores grupos de peces depredadores que se encuentran en arrecifes rocosos y coralinos. Se conocen más de 450 especies de distintos tamaños (desde 3 cm hasta 3 m), pesos (desde 20 g hasta 400 kg), y longevidades (desde 3 hasta 42 años). Los Serránidos en general tienen una gran importancia comercial para las pesquerías artesanales, recreativas e industriales del mundo, y varias especies pequeñas son muy cotizadas para el mercado acuarístico. La familia Serranidae se encuentra dividida en cinco subfamilias principales: Anthiinae, Liopropomatinae, Grammistinae, Serraninae y Epinephelinae.

## Alimentación
Todos los serránidos son carnívoros. Aunque algunas especies se alimentan de zooplancton, la alimentación de la mayoría de peces y crustáceos. Por lo general son depredadores de emboscada, escondidos entre los bordes y salientes de los arrecifes, a la expectativa de su siguiente presa, a la que se lanzarán en un rápido movimiento.

## Reproducción
Muchas especies son hermafroditas protóginicas, lo que significa que comienzan su desarrollo como hembras y de cambio de sexo a machos más tarde. Producen grandes cantidades de huevos y sus larvas son planctónicas, por lo general a permanecen en su juventud a merced de las corrientes oceánicas hasta que estén listos para establecerse en las poblaciones adultas.

## Subfamilias

### Anthiinae
Especies pequeñas y coloridas, con una distribución circuntropical en arrecifes coralinos. Tienen estructuras sociales complejas de miles de individuos, y se alimentan de pequeños animales planctónicos. Las especies que integran este grupo son consideradas hermafroditas, ya que los individuos primeramente son hembras y cambian a machos durante la última parte de su vida. Gustan de vivir en aguas profundas (60-335 m).

### Liopropomatinae
Especies pequeñas y coloridas, que habitan principalmente en zonas profundas y con poca luz, como cuevas y grietas.

### Grammistinae
Especies de tamaño mediano, asociadas a ambientes de cavernas y grietas. Se alimentan de pequeños camarones y cangrejos. Cuando son atacados, la mayoría excreta una toxina a través de la piel que repele a sus depredadores.

### Serraninae
Especies de tamaño pequeño a mediano, abundantes en arrecifes rocosos y zonas arenosas costeras. La mayoría son carnívoros solitarios que viven en el fondo y se alimentan de pequeños crustáceos y peces. Algunas especies son hermafroditas simultáneos, ya que los individuos funcionan como machos y hembras al mismo tiempo. Otras especies cambian de sexo, de hembras a machos durante su vida, pero varias presentan sexos separados.

### Epinephelinae
Especies de pequeño a gran tamaño (hasta 3 m), gran biomasa (algunas alcanzan hasta 400 kg) y longevas. Son depredadores tope en las cadenas alimenticias y juegan un papel importante dentro de las comunidades arrecifales, ya que controlan la densidad de especies herbívoras y planctívoras. La mayoría son hermafroditas, cambiando su sexo de hembra a macho durante su vida.

## Subfamilias
Se agrupan cinco subfamilias con sus respectivos géneros:
- Subfamilia Anthiinae
  - Anatolanthias
  - Anthias
  - Caesioperca
  - Caprodon
  - Choranthias
  - Dactylanthias
  - Giganthias
  - Hemanthias
  - Holanthias
  - Hypoplectrodes
  - Lepidoperca
  - Luzonichthys
  - Meganthias
  - Nemanthias
  - Odontanthias
  - Othos
  - Plectranthias
  - Pronotogrammus
  - Pseudanthias
  - Rabaulichthys
  - Sacura
  - Selenanthias
  - Serranocirrhitus
  - Tosana
  - Tosanoides
  - Trachypoma
- Subfamilia Epinephelinae
  - Aethaloperca
  - Alphestes
  - Anyperodon
  - Aulacocephalus
  - Cephalopholis
  - Cromileptes
  - Dermatolepis
  - Epinephelides
  - Epinephelus
  - Gonioplectrus
  - Gracila
  - Grammistops
  - Mycteroperca
  - Niphon
  - Paranthias
  - Plectropomus
  - Pogonoperca
  - Saloptia
  - Triso
  - Variola
- Subfamilia Grammistinae
  - Belonoperca
  - Rypticus
  - Diploprion
  - Aporops
  - Pseudogramma
  - Suttonia
  - Grammistes
- Subfamilia Liopropomatinae
  - Bathyanthias
  - Jeboehlkia
  - Liopropoma
  - Rainfordia
- Subfamilia Serraninae
  - Acanthistius
  - Bullisichthys
  - Centropristis
  - Chelidoperca
  - Cratinus
  - Diplectrum
  - Hypoplectrus
  - Paralabrax
  - Parasphyraenops
  - Schultzea
  - Serraniculus
  - Serranus

- incertae sedis
  - Caesioscorpis
  - Hemilutjanus
- Géneros extintos
  - † Dapalis Gistl, 1848